# Jefim Bogoljubov
Jefim Dmitrijevič Bogoljubov (14. dubna 1889 – 18. června 1952) byl ukrajinsko-německý šachový velmistr.
Především po první světové válce vyhrál řadu turnajů (Berlín 1919, Stockholm 1920, Piešťany 1922 či Moskva 1925), dvakrát za sebou vyhrál sovětské mistrovství(1924, 1925).
Roku 1925 emigroval do Německa. Prohrál dva zápasy o mistra světa s Aljechinem, první v roce 1929 (5:11=9), podruhé o pět let později (3:8=18). Jmenuje se po něm Bogoljubova indická obrana, charakterizují ji tahy 1. d4 Jf6 2. c4 e6 3. Jf3 Sb4+.